# عنکبوت پرنده‌خوار جالوت
عنکبوت پرنده‌خوار جالوت (نام علمی: Theraphosa blondi) نام یک گونه از تیره رتیل است.
عنکبوت جالوت یکی از بزرگ‌ترین عنکبوت‌هاست؛ به این عنکبوت «جالوت پرنده» و «پرنده خوار» هم می‌گویند؛ بدن این عنکبوت 15 سانتی‌متر و پاهای آن 30 سانتی‌متر است و وزن آن بین 130 تا 170 گرم است.
محل زندگی عنکبوت جالوت در آمازون است در واقع یک عنکبوت بومی آمریکای جنوبی است اما در ونزوئلا هم وجود دارد؛ عنکبوت جالوت یک جانور تهاجمی و سمی است اما سم آن برای انسان خطرناک نیست؛ دارای دو قلاب 2 سانتی‌متری است که می‌تواند بسیار دردناک باشد و در صورت حمله کردن به انسان، انسان دچار خارش می‌شود و مشکلات تنفسی خواهد داشت.
طعمه‌های اصلی این جانور بیشتر کرم‌های خاکی هستند و حشرات بزرگ‌تر از خود، پستانداران کوچک، جوندگان و قورباغه را نیز می‌تواند شکار کند.
عنکبوت جالوت ماده بیش از 10 سال عمر می‌کند.